# Elmar Schick
Elmar Schick (* 17. September 1922 in Fulda; † 14. August 2019) war ein deutscher Historiker.
Elmar Schick wurde 1922 in Fulda als Sohn des Lehrers Karl Schick geboren. Im Zweiten Weltkrieg war er Marinesoldat. Nach der Rückkehr aus der Kriegsgefangenschaft arbeitete er als Volksschullehrer in Maberzell, Eichenau, Almendorf und Lehnerz. Zuletzt leitete er die Johannes-Hack-Schule in Petersberg. Mit 61 Jahren ging er in Pension. Im Februar 2019 wurde ihm der Kulturpreis der Stadt Fulda verliehen.

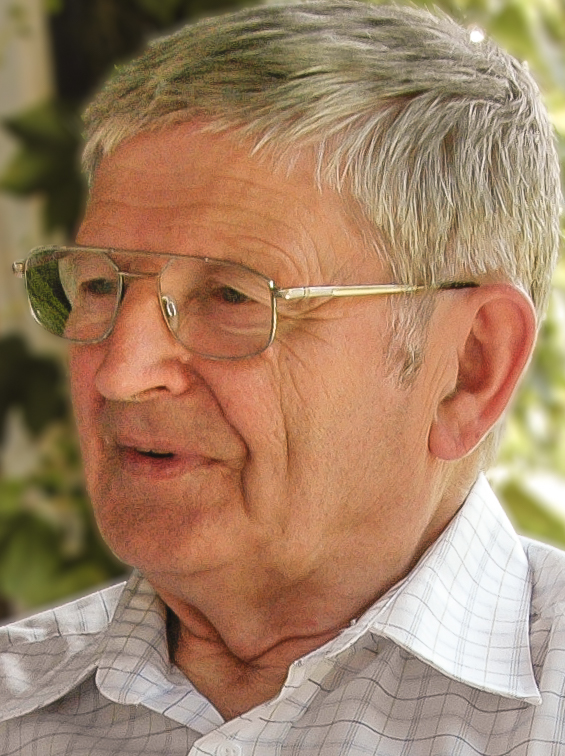
Porträt Elmar Schick 2005

## Bücher
- Stationen der Machtübernahme. Die NSDAP im Fuldaer Land. Beiträge und Materialien zur Geschichte des Kreises Fulda im Dritten Reich. Parzeller, Fulda 2002, ISBN 978-3-7900-0332-1.
- Täter und ihre Opfer, Zur Geschichte der Diktatur des Dritten Reiches zwischen Rhön und Vogelsberg. Imhof, Petersberg 2015, ISBN 978-3-86568-961-0.
- Islandtief – Azorenhoch. Erfahrenes und Erlebtes eines Schulmeisters.